# Papstfink

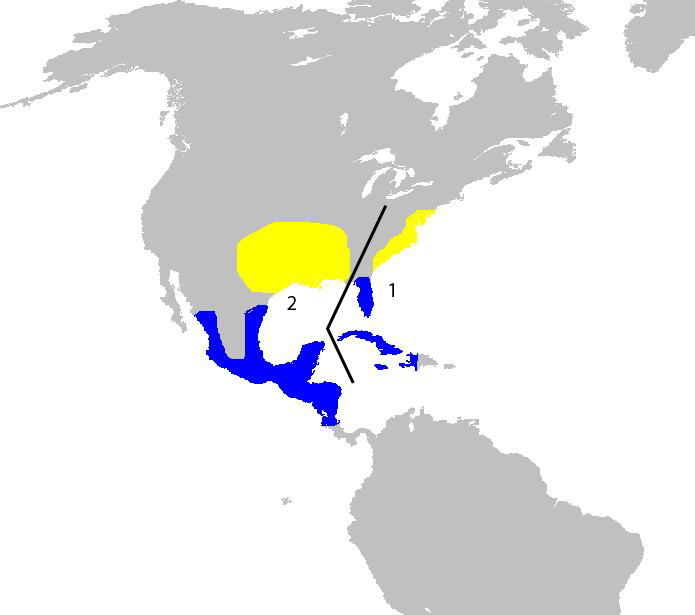
Verbreitungsgebiet. Gelb:Brutgebiet; Blau:Überwinterungsgebiet

Der Papstfink (Passerina ciris) ist ein in Amerika heimischer Singvogel aus der Familie der Kardinäle. Er gilt als einer der farbenprächtigsten Singvögel Nordamerikas.

## Merkmale
Das Männchen ist am Kopf indigoblau, an den Flügeln und am Schwanz dunkelgrün, auf der Unterseite leuchtend rot gefärbt. Das Weibchen ist am Scheitel, Nacken und Rücken limonengrün und an der Kehle und der Unterseite gelbgrün gefärbt. Die Kopffedern des Weibchens sind manchmal blau.

## Vorkommen
Der Papstfink brütet im Südosten und Süden der USA sowie im äußersten Norden Mexiko. Er überwintert in Mexiko und im US-Bundesstaat Florida, auf den Bahamas, auf Jamaika und in Mittelamerika. Er lebte ursprünglich in buschbestandenen Ödländern oder in lichten Wäldern, heute bewohnt er als Kulturfolger des Menschen Obstplantagen, Parks oder Gärten.

## Verhalten
Der Papstfink ist äußerst scheu und heimlich, singende Männchen sind leichter zu beobachten. Er ernährt sich von Insekten und ihren Larven.

## Fortpflanzung
In der Paarungszeit bleibt das Männchen in seinem Revier und verteidigt es aggressiv gegen Artgenossen. Das Nest aus Zweigen und Gräsern wird in einem kleinen Baum oder einem Busch gebaut und mit weichen Pflanzenteilen und Tierhaaren ausgepolstert. Das Weibchen bebrütet 3–4 Eier zwei Wochen lang.

## Einzelbelege
1. ↑  Alderfer, S. 605